# Wilson (Nueva York)
Wilson es una villa situada en el municipio homónimo, en el condado de Niágara, estado de Nueva York, Estados Unidos. Tiene una población estimada, a mediados de 2023, de 1219 habitantes.

## Geografía
La localidad está ubicada en las coordenadas 43°18′53″N 78°49′42″O / 43.31472, -78.82833 (43.314672, -78.828447).

## Demografía
Según la estimación 2019-2023 de la Oficina del Censo, los ingresos medios de los hogares de la localidad son de $60,938 y los ingresos medios de las familias son de $70,000. Alrededor del 20.7% de la población está por debajo de la línea de pobreza.